# Bartitsu
El bartitsu es un arte marcial mixto y sistema de defensa personal desarrollado originariamente en Inglaterra a finales del siglo XIX y principios del siglo XX. En 1901 fue inmortalizado (como "baritsu") por Arthur Conan Doyle, autor de Las aventuras de Sherlock Holmes. A pesar de haber permanecido en el olvido durante la mayor parte del siglo XX, el bartitsu ha experimentado un resurgimiento desde el año 2002.

## Historia
En 1898, Edward William Barton-Wright, un ingeniero británico que había pasado los tres años anteriores viviendo en el Imperio del Japón, volvió a Inglaterra y anunció la creación de un "nuevo arte de defensa personal". Barton había entrenado con anterioridad en "boxeo, lucha libre, esgrima, savate y el uso del estilete bajo reconocidos maestros", y afirmó haber probado sus habilidades de lucha "enfrentándose a toughs hasta estar satisfecho con sus aplicaciones". Tras combinar esta gama de conocimientos con las artes marciales aprendidas durante su estancia en Japón, Barton bautizó su nuevo estilo de combate unificado como "bartitsu", contracción de su apellido y de la palabra japonesa jutsu que significa método (presente también en jujitsu, kenjutsu etc.)  que Barton-Wright afirmaba significar "defensa personal en todas sus formas".
Como Barton-Wright explicó en una serie de artículos para la revista Pearson's Magazine entre 1899 y 1901, el bartitsu bebía de una multitud de fuentes del jujitsu japonés. Barton-Wright había entrenado en judo bajo la tutela del maestro Jigoro Kano y jujitsu tradicional de la escuela Shinden Fudo-ryū bajo Kuniichiro Terajima; así mismo, tras invitar a una serie de jujutsukas japoneses a su academia en Londres, se sumarían también influencias de las escuelas Fusen-ryū, Tenjin Shinyō-ryū y Daito-ryū. A esto se incorporaron las mencionadas fuentes de boxeo inglés, savate francés, schwingen suizo y el estilo de lucha con bastón llamado canne de combat y desarrollado por Pierre Vigny. Finalmente, también se incluiría un sistema de entrenamiento derivado de la cultura física anglosajona.
En sus notas para una conferencia dada en la Japan Society of London en 1901, Barton-Wright escribió:

Bajo el Bartitsu queda incluido el boxeo o uso del puño como medio para golpear, el uso de los pies tanto en sentido ofensivo como defensivo y el uso del bastón como método para defenderse a uno mismo. Al judo y al jujitso, que son estilos secretos de la lucha libre japonesa, se les podría llamar acción cercana tal y como se aplica a la defensa personal.

A fin de asegurar, por cuanto sea posible, la inmunidad a las heridas recibidas en ataques cobardes o reyertas, (uno) debe comprender el boxeo con el objetivo de apreciar el peligro y la rapidez de un golpe bien dirigido y las partes concretas del cuerpo que son científicamente atacadas. Lo mismo, por supuesto, se aplica al uso del pie y el bastón.

El judo y el jujitso no fueron diseñados como medios primarios de ataque y defensa contra un boxeador o un hombre que utilize patadas, pero son utilizados al entrar en el corto alcance; y para entrar en corto alcance es absolutamente necesario comprender el boxeo y el uso del pie.

## Bartitsu Club
Entre 1899 y 1902, Barton-Wright se dedicó a publicitar su arte a través de artículos en revistas, entrevistas y una serie de demostraciones o "asaltos de armas" en varias sedes públicas de Londres. Fundó una escuela llamada Academia del Bartitsu de Armas Y Cultura Física (Bartitsu Academy of Arms and Physical Culture), conocida informalmente como el Bartitsu Club, que estaba situado en el n. 67b de Shaftesbury Avenue en el Soho. En un artículo para el Sandow's Magazine of Physical Culture vol. 6, (enero de 1901), la periodista Mary Nugent describió el Bartitsu Club como "... un enorme salón subterráneo, muros de azulejos blancos todos centelleantes, y luz eléctrica, con 'campeones' merodeando como tigres."
Por correspondencia con el profesor Jigorō Kanō, el fundador del Kodokan Judo, y otros contactos en Japón, Barton-Wright dispuso para que los practicantes japoneses de jujitsu Yukio Tani, Kaneo Tani y Seizo Yamamoto, todos ellos aprendices de Mataemon Tanabe, viajaran a Londres y sirvieran como instructores en el Bartitsu Club. Kaneo y Yamamoto volvieron pronto a Japón, pero Yukio se quedó y al poco tiempo se unió a él otro joven jujitsuka, Sadakazu Uyenishi. El maestro de armas suizo Pierre Vigny y el luchador de catch-as-catch-can Armand Cherpillod también fueron empleados como instructores en el Club. Además de enseñar a los Londinenes adinerados, sus funciones incluían ejecutar demostraciones y competir en encuentros de desafío contra luchadores representando otros estilos de combate. Además, el club hizo las veces de cuartel general para un grupo de anticuarios de esgrima al mando del capitán Alfred Hutton, y sirvió como base para experimentar técnicas de Esgrima Antigua, que enseñaban a los miembros más importantes del mundo teatral londinense para utilizarla en los combates escénicos. Es probable que los actores Esme Beringer y Charles Sefton, así como el esgrimista Archibald Corble, se hallaran entre los estudiantes de esgrima histórica de Hutton en el Bartitsu Club. A mediados de 1901, el curso de estudios del Bartitsu fue ulteriormente expandido para incluir ejercicios de respiración bajo la enseñanza de la señora Emil Behnke. Además del gimnasio para el combate, el Bartitsu Club también incorporaba un salón bien aprovisionado, equipado con una amplia gama de máquinas de electroterapia.
El Club estaba organizado según el modelo del círculo deportivo victoriano: los miembros potenciales presentaban sus candidaturas a un comité, que en un momento determinado incluía tanto al capitán Alfred Hutton como al coronel George Malcolm Fox, ex inspector General del Cuerpo de Entrenamiento físico del Ejército británico.
Entre sus miembros el Bartitsu Club también contaba con sir Cosmo Duff-Gordon, que luego obtuvo notoriedad como uno de los pocos adultos masculinos supervivientes del hundimiento del RMS Titanic, tanto como el capitán F. C. Laing del 12º Infantería de Bengala, que posteriormente escribió un artículo sobre las técnicas de combate con el bastón que fue publicado en el Journal of the United Service Institution of India. Otros miembros del Club incluían los capitanes Ernest George Stenson Cooke y Frank Herbert Whittow, ambos miembros de la Escuela de Armas de la Brigada de Fusileros de Londres, bajo la dirección del capitán Hutton, y William Henry Grenfell, 1º barón de Desborough, campeón de esgrima y político, posteriormente nombrado como primer presidente del club. También se contaban como promotores a Herbert Gladstone y Lord Alwyne Compton.
Barton-Wright posteriormente refirió que, durante este periodo, él mismo desafió y derrotó a muchos hombres más grandes que él en menos de tres minutos, como parte de una demostración de bartitsu que hizo en St. James's Hall. Barton dijo que esta empresa le ganó una adhesión al prestigioso y exclusivo Bath Club y también una invitación real para presentarse ante Eduardo, príncipe de Gales. Desafortunadamente, Barton-Wright no podría honrar este ofrecimiento debido a una lesión en su mano.

## Métodos de entrenamiento
Barton-Wright animó a los miembros del Bartitsu Club a estudiar cada uno de los cuatro estilos de lucha cuerpo a cuerpo que se impartían en el club, ya que cada uno correspondía en términos generales a un "alcance" diferenciado del combate personal. El objetivo era llegar a dominar cada estilo bastante bien para poderlo usar contra los otros, si fuese necesario. Este proceso se parecía al concepto moderno de "entrenamiento cruzado" (cross-training).
En 1899, Barton-Wright definió los principios esenciales del bartitsu como:
- Perturbar el equilibrio del asaltante (un concepto equivalente al kuzushi del judo estudiado por Barton).
- Sorprender al asaltante antes de que tenga tiempo de recuperar el equilibrio y utilizar su fuerza.
- Si es necesario, someter las articulaciones de cualquier parte de su cuerpo -cuello, hombro, codo, muñeca, espalda, rodilla, tobillo y demás- a técnicas que son anatómicamente y mecánicamente imposible de resistir.

Basándose en los escritos de Barton-Wright sobre este tema, es evidente el bartitsu ponía mayor énfasis en el sistema de combate con el báston de Vigny a la distancia para golpear y en el jujitsu (y, secundariamente, en el estilo "total" de la lucha libre europea) a la distancia para agarrar. Los métodos de savate y de boxeo eran usados para el paso entre estas dos distancias, o como medio de primera respuesta si quien se defendía no estaba armado de un bastón de paseo. Estos deportes también eran practicados para que así los estudiantes de bartitsu pudieran aprender como defenderse contra ellos a través del uso de jujitsu y del combate con el bastón de Vigny. Barton-Wright modificó las técnicas tanto de boxeo como de savate para finalidades de defensa personal, distintas tanto del entrenamiento académico y de forma física como de la competición deportiva. Se refirió especialmente a guardias defensivas que lesionarían los puños del atacante y posturas que causarían daño en la pierna del rival con sus propias patadas.
Según la entrevistadora Mary Nugent, Barton-Wright instituyó un sistema pedagógico inusual, por medio del cual a los estudiantes se les requería primero frecuentar sesiones privadas de entrenamiento antes de permitirles unirse a las clases de grupo. Se sabe que las clases de bartitsu incluían ejercicios predefinidos, similares a los katas del jujitsu tradicional, para usarse especialmente para ensayar aquellas técnicas que eran demasiado peligrosas para ser ejecutadas a toda velocidad o a todo contacto, además de en los encuentros de entrenamiento libre o de esgrima. Según un artículo publicado en "The Sketch" el 10 de abril de 1901, estas sesiones podrían haber incluido un sistema de entrenamiento en circuito en el que los estudiantes rotarían entre pequeñas clases de grupo impartidas por cada uno de los especialistas.
Muchas técnicas de defensa personal y secuencias de entrenamiento de bartitsu fueron anotadas por el mismo Barton-Wright en su serie de artículos para el Pearson's Magazine. Los detalles específicos de otros ejercicios en el combate con el bastón del bartitsu fueron anotados en el artículo del capitán Laing.

## Declive
A pesar de su entusiasmo, parece que Barton-Wright fue un promotor mediocre, y la fama de sus socios y del jujitsu eclipsó rápidamente la de bartitsu. Antes de 1903, el Bartitsu Club cerró sus puertas por última vez. Los exmiembros del Club Percy Longhurst y William Garrud sugirieron luego la hipótesis de que las cuotas de inscripción y de instrucción habían sido demasiado altas. Es posible que Barton hubiera simplemente sobrestimado el número de ciudadanos acaudalados que compartieran su interés por las artes marciales exóticas. Otro factor contribuyente podría haber sido una exhibición de bartitsu en el St. James's Hall en diciembre de 1901, la cual fue pésimamente organizada. Fuera como fuera, las últimas actividades del club de las que se tiene registro fueron una serie de exhibiciones y desafíos en salones de la universidad de Cambridge, el ayuntamiento de Oxford y el Instituto de Mecánica de Nottingham durante el período de enero a marzo de 1902.
La mayoría de los exempleados de Barton-Wright, incluso los jujitsukas Yukio Tani y Sadakazu Uyenishi y el experto suizo de defensa personal Pierre Vigny, fundaron sus propios gimnasios de defensa personal y de artes marciales en Londres. Después de haber roto con Barton-Wright, supuestamente debido a una pelea y a una lucha, Tani continuó también con su trabajo como luchador profesional de music-hall bajo la astuta dirección de William Bankier, un artista de demostraciones de fuerza y editor de revistas bajo el nombre artístico "Apollo". Los esfuerzos promocionales de Bankier ayudaron a estimular una moda internacional del jujitsu, que incluyó la publicación de numerosos libros y artículos de revistas, además de la fundación de escuelas de jujitsu en todo el mundo occidental. Esta moda duró hasta principios de la Primera Guerra Mundial y sirvió para introducir el jujitsu en la cultura popular occidental.
Aunque se rumoreó que Barton-Wright siguió desarrollando y enseñando su arte marcial por lo menos hasta los años 1920, nunca recuperó su anterior relumbre.

## "Baritsu"
El bartitsu habría podido caer en el olvido de no haber sido por una mención casual hecha por Arthur Conan Doyle en uno de sus historias de misterio de Sherlock Holmes. En la década de 1890, Doyle había decidido terminar con la saga de su personaje más famoso, y escribió una última entrega en 1893, El problema final, en la que Holmes aparentemente moría precipitándose desde una cascada junto con su archienemigo, el profesor Moriarty. Sin embargo, tan grande fue el clamor público para el regreso del legendario investigador que Conan Doyle capituló y resucitó a Holmes para otra historia, La aventura de la casa deshabitada, en 1901. En ella, Holmes explicó su milagrosa salvación gracias a sus conocimientos de un arte llamado "baritsu".

Cuando llegué al extremo le mantuve a raya. Él no sacó ningún arma, pero se abalanzó sobre mí y me rodeó con sus largos brazos. Él sabía que había perdido la partida, y solo ansiaba vengarse de mí. Nos tambaleamos juntos en dirección al borde de la cascada. Yo tengo, sin embargo, algún conocimiento de baritsu, el sistema japonés de lucha libre, que más de una vez me ha sido muy útil. Escapé de su agarre, y él, con un horrible grito, pateó furiosamente por unos segundos y asió el aire con ambas manos. Pero, a pesar de todos sus esfuerzos, no logró recobrar el equilibrio, y se precipitó al abismo. Con mi rostro por encima del borde, le vi caer una larga distancia. Entonces chocó contra una roca, rebotó y cayó al agua.

El término "baritsu" no existe fuera de las páginas de la edición inglesa de La aventura de la casa deshabitada y de un artículo periodístico del London Times 1901 titulado "Lucha libre japonesa en el Tivoli" ("Japanese Wrestling at the Tivoli"), el cual cubría una demostración de bartitsu y cometía un error tipográfico en el nombre del mismo, dando como resultado la curiosa palabra. Es posible que Conan Doyle -quien, al igual que Barton-Wright, escribía para la Pearson’s Magazine en la década de 1890- estuviera familiarizado con el bartitsu, pero que tomara la decisión de alterar la palabra para evitar posibles reclamaciones de derechos de autor. También podría ser que la familiaridad de Doyle con el arte fuera superficial, no la suficiente como para recordar su nombre con exactitud, y que se hubiera documentado con el mencionado artículo del Times, repitiendo el mismo error cometido por el periodista. Apoya esta hipótesis el hecho de que Holmes describe el arte con las mismas palabras que el titular.
Dada la enorme popularidad de las historias de Sherlock Holmes y el hecho de que el bartitsu desapareciese de la cultura popular durante décadas, esta confusión de nombres siguió durante gran parte del siglo XX, con los entusiastas de Holmes preguntándose por un largo tiempo por la identidad del pretendido baritsu. En un artículo para el especial de Navidad de 1958 de Baker Street Journal, el periodista Ralph Judson identificó correctamente el baritsu con el bartitsu, pero el propio artículo de Judson pasó desaparcibido para mucha gente. Solo fue en los años 1990 que los investigadores Alan Fromm y Nicolas Soames identificaron manifiestamente el arte marcial de Sherlock Holmes como la inventada por Barton-Wright, opinión que fue apoyada por expertos como Yuichi Hirayama, John Hall, Richard Bowen y James Webb.

## Vida posterior
Barton-Wright pasó el resto de su carrera trabajando como fisioterapeuta, especializándose en innovadoras (aunque a veces controvertidas) formas de terapias basadas en calor, luz y radiación. Siguió utilizando el nombre "bartitsu" para designar a sus variadas actividades terapéuticas. En 1950, Barton-Wright fue entrevistado por Gunji Koizumi para un artículo publicado en el boletín de noticias del Budokwai, y posteriormente en aquel año fue presentado al auditorio en una reunión del mismo centro. Murió en 1950, a la edad de 90, y fue sepultado en lo que el historiador de las artes marciales Richard Bowen describió como "la tumba de un pobre".

## Legado
En muchas maneras, Barton-Wright fue un hombre adelantado en su tiempo. Fue uno de los primeros europeos conocidos en estudiar las artes marciales japonesas, y fue casi seguramente el primero en enseñarlas en Europa, en el Imperio británico o en las Américas. El bartitsu fue el primer arte marcial que combinaba deliberadamente estilos de combate asiáticos y europeos con el objeto de enfrentarse a los problemas de la defensa personal civil/urbana en una "sociedad desarmada". En esto, Barton-Wright se anticipó al enfoque del jeet kune do de Bruce Lee en más de setenta años. Una filosofía similar de eclecticismo pragmático fue adoptada por otros especialistas europeos de defensa personal de principios del siglo XX, incluyendo Percy Longhurst, William Garrud y Jean Joseph-Renaud, todos los cuales habían estudiado con exinstructores del Bartitsu Club.
En 1906, Renaud introdujo una idea similar en Francia llamada Défense Dans la Rue, destinada a combatir el aumento de la violencia callejera de la época. Este arte se trataba de una mezcla de boxeo, savate y jiu-jitsu directamente heredada del bartitsu, y fue ampliada por otros autores contemporáneos como Émile André y George Dubois, los cuales contaban también con la influencia del maestro de lucha callejera Joseph Charlemont. En la década de 1920, una idea similar a la del bartitsu fue reflejada en un artículo de la revista brasileña Eu Sei Tudo escrito por el deportista Mario Aleixo, que combinó las artes de la capoeira, jiu-jitsu, boxeo, lucha grecorromana y pelea con bastón en un estilo que llamó "defesa pessoal".
Bill Underwood, William E. Fairbairn y otros, encargados de desarrollar sistemas de combate cercano para el uso de las tropas aliadas durante la Segunda Guerra Mundial, igualmente inventaron sistemas de combate cuerpo a cuerpo de tipo práctico e intercultural. Underwood había en efecto estudiado jujitsu en Londres con Yukio Tani y otro jujitsuka, Taro Miyake, durante la primera década del siglo XX. Los sistemas fundados por Underwood, Fairbairn y sus contemporáneos se hicieron la base para la mayoría del entrenamiento de combate cercano de las fuerzas armadas y de las policías en todo el mundo occidental durante el siglo XX.
Barton-Wright también es considerado un pionero de los encuentros de vale tudo o artes marciales mixtas (MMA), en los cuales expertos de diferentes estilos de combate compiten según reglas comunes. Los campeones de Barton-Wright, incluso Yukio Tani, Sadakazu Uyenishi y el luchador suizo de  schwingen Armand Cherpillod, gozaron de notabel éxito en estos encuentros, que se anticiparon en un siglo al fenómeno de MMA de la década de 1990.
El Bartitsu Club estuvo entre las primeras escuelas de su tipo en Europa a ofrecer clases especialidas de defensa personal para mujeres, una costumbre adoptada después del cierre del Club por estudiantes de Yukio Tani y Sadakazu Uyenishi como Edith Margaret Garrud y Emily Watts. La señora Garrud fundó su dojo (escuela) personal de jujitsu en Londres y también enseñó el arte a las miembros del movimiento militante de las sufragistas, creando una primera asociación entre el entrenamiento de defensa personal y la filosofía política del feminismo.

## Resurgimiento e interés en la actualidad
En 2001, el sitio web Electronic Journals of Martial Arts and Sciences (EJMAS) empezó a publicar nuevamente muchos de los artículos de revista de Barton-Wright que habían sido descubiertos en los archivos de la British Library por el historiador Richard Bowen. Casi inmediatamente, los artículos sobre "Defensa personal con un bastón de paseo" (Self Defence with a Walking Stick) atrajeron un pequeño grupo de seguidores, y las ilustraciones fueron reproducidas, a menudo con leyendas humorísticas u otras modificaciones, en numerosos otros sitios.
En 2002, una asociación internacional de entusiastas del bartitsu, conocida como la Bartitsu Society, fue formada para estudiar y ayudar a renacer el "nuevo arte de defensa personal" de E.W. Barton-Wright. La Bartitsu Society divide sus estudios en dos campos relacionados, los del bartitsu canónico (las secuencias de defensa personal que fueron detalladas por Barton-Wright y sus asistentes en 1899-1902) y del neo-bartitsu (interpretaciones modernas, personalizadas, sacadas especialmente de los manuales de entrenamiento producidos por ex instructores del Bartitsu Club y por sus estudiantes entre 1905 y los primeros años 1920). Además de este tema principal, la investigación desarrolló intereses secundarios por fenómenos sociales como las pandillas callejeras a comienzos del siglo XX, el entrenamiento marcial del movimiento militante de las sufragistas y el estudio de los artes marciales como parte de la historia social victoriana y eduardiana. La Bartitsu Society comunica por un grupo de correo electrónico fundado por el autor Will Thomas y unos miembros individuales ocasionalmente ofrecen seminarios prácticos de las técnicas de combate del bartitsu.
En agosto de 2005, la Society publicó un libro, The Bartitsu Compendium ("El compendio del bartitsu"), editado por Tony Wolf. El Compendium ilustra en detalle la historia completa del arte además de un curso técnico de estudio del bartitsu canónico. 
El segundo volumen, publicado en agosto de 2008, incluía recursos para el neo-bartitsu sacados tanto de los escritos del mismo Barton-Wright como del corpus de los manuales de defensa personal producidos por sus colegas y por sus estudiante, como Yukio Tani, William Garrud, H.G. Lang, Jean Joseph-Renaud y R.G. Allanson-Winn.  
Artículos sobre varios aspectos del bartitsu han sido publicados en periódicos (todos en lingua inglesa) como Classical Fighting Arts, Western Martial Arts Illustrated, The Chap, History Today y Clarkesworld Magazine.
En septiembre de 2006, un miembro de la Bartitsu Society, Kirk Lawson,  sacó en venta un DVD titulado Bartitsu - The Martial Art of Sherlock Holmes ("Bartitsu - El arte marcial de Sherlock Holmes"), que es una presentación de las técnicas del bartitsu según la demostración hecha en el Cumann Bhata Western Martial Arts Seminar en la primavera de 2006. 
En octubre de 2006, la Bartitsu Society lanzó un sitio web, que incluye informaciones sobre la historia, la teoría y la práctica del arte marcial de Barton-Wright.
En julio de 2008, Kirk Lawson, el ya citado miembro de la Bartitsu Society, anunció oficialmente el primer curso activo de entrenamiento en el bartitsu/neo-bartitsu en su círculo, el Cumann Bhata Dayton.
Lo recaudado de las ventas del Bartitsu Compendium, del Bartitsu Compendium II y del DVD Martial Art of Sherlock Holmes ha sido destinado a la creación de un monumento para E.W. Barton-Wright.
Círculos y grupos de apasionados de bartitsu según el modelo de la Bartitsu Society han sido creados en varios países, como Italia, Rusia y, más recientemente, Israel.

## En la cultura popular
El "baritsu" de Conan Doyle atrajo una significativa popularidad al final del siglo XX, y héroes ficticios como Doc Savage y La Sombra fueron atribuidos el uso de sus misterios; para estos dos últimos personajes, se estableció que ellos conocían el baritsu en un cruze narrativo (crossover) de la DC Comics en el que se inspiró la película de 1937 The Shadow Strikes. El baritsu fue también incorporado a las reglas de varios juegos de rol ambientados durante las eras victoriana y eduardiana.
Con referencia directa a la descripción hecha por Conan Doyle de Sherlock Holmes como un experto de "baritsu" (véase la sección anterior), el bartitsu fue usado en la película de 2009 Sherlock Holmes, con Robert Downey Jr. en el rol del legendario detective. El estilo fue combinado con wing chun, arte practicada por el propio Downey, en una mezcla que el coreógrafo del filme, Richard Ryan, denominó "neo-bartitsu". La secuela de la película Sherlock Holmes: Juego de sombras, estrenada en 2011, utilizó una coreografía todavía más puramente basada en el bartitsu.
Tanaka-san, uno de los personajes del manga Kuroshitsuji es un experto de este arte marcial, como demuestra al defender a su amo de un ataque. Al ser cuestionado sobre esto, sólo finge ignorancia.
En la serie de novela ligera y anime Hidan no Aria, la cuarta descendiente del detective, Kanzaki Holmes Aria, demuestra amplios conocimientos en el arte previamente usado por su antepasado (aunque el estilo sólo es mencionado por su nombre en las novelas, no así en la adaptación de anime).
Así mismo, en el anime Kengan Ashura, el luchador afiliado a los combates Kengan, Mokichi Robinson también conocido como "El Vicario de la Muerte" usa como arte marcial el "baritsu", que según su historia es "un arte marcial ecléctico hecho de una combinación de artes marciales japonesas clásicas, jiu-jitsu y boxeo sin guantes, fundado por su antepasado Kotoura Shigenosuke en el siglo XIX, del cual ahora es su último practicante sobreviviente".

## Ensayos de Barton-Wright
- "The New Art of Self-defence: How a Man May Defend Himself against Every Form of Attack," Pearson's Magazine, March 1899, v. 7, pp. 268-275.
- "The New Art of Self-defence," Pearson's Magazine, abril de 1899, v. 7, pp. 402–410.
- "Self-defence with a Walking Stick," Pearson's Magazine, febrero de 1901, v. 11, pp. 130-139.
- "Bartitsu. Recopilación de artículos de Edward William Barton-Wright, 1899-1902" España: Shinden Ediciones.